# Jean Joseph Magdeleine Pijon
Jean Joseph Magdeleine Pijon, général de brigade de la Révolution française, blessé à mort à la bataille de Magnano (né le 7 septembre 1758 à Lavaur et mort le 5 avril 1799 à Isola della Scala).

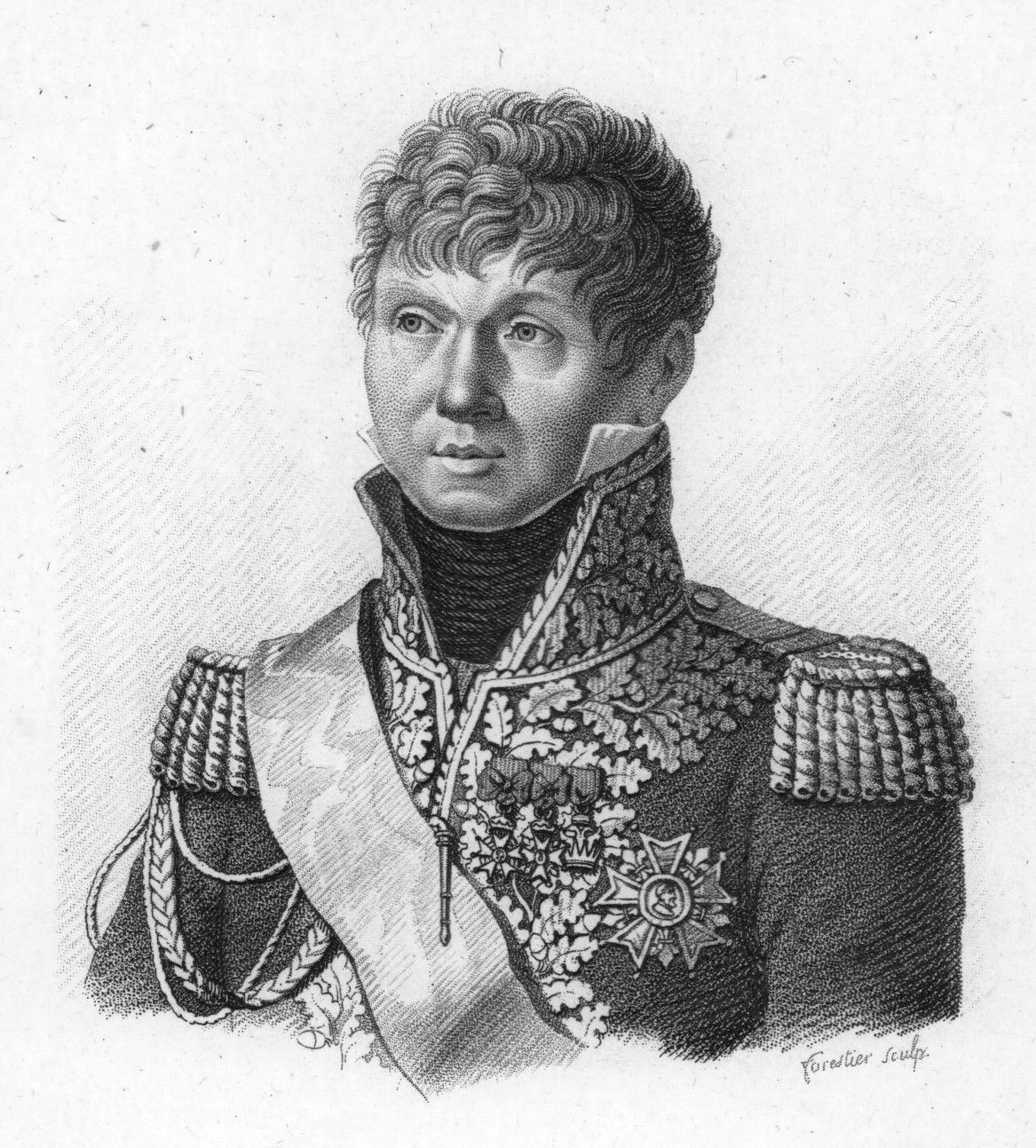
Pijon faisait partie de la division de Claude Victor à Magnano.

## Biographie
Lieutenant-colonel en second du 1er bataillon de volontaires de la Haute-Garonne en 1791, il est promu chef de brigade le 21 décembre 1793 à la 21e demi-brigade de première formation.Il fait campagne en Italie de l'an II à l'an VII. Il est nommé général de brigade le 3 décembre 1794.
Il participe à la bataille de Magnano au cours de laquelle il est grièvement blessé. Il succombe à ses blessures le 5 avril 1799 à Isola della Scala.

## Distinctions

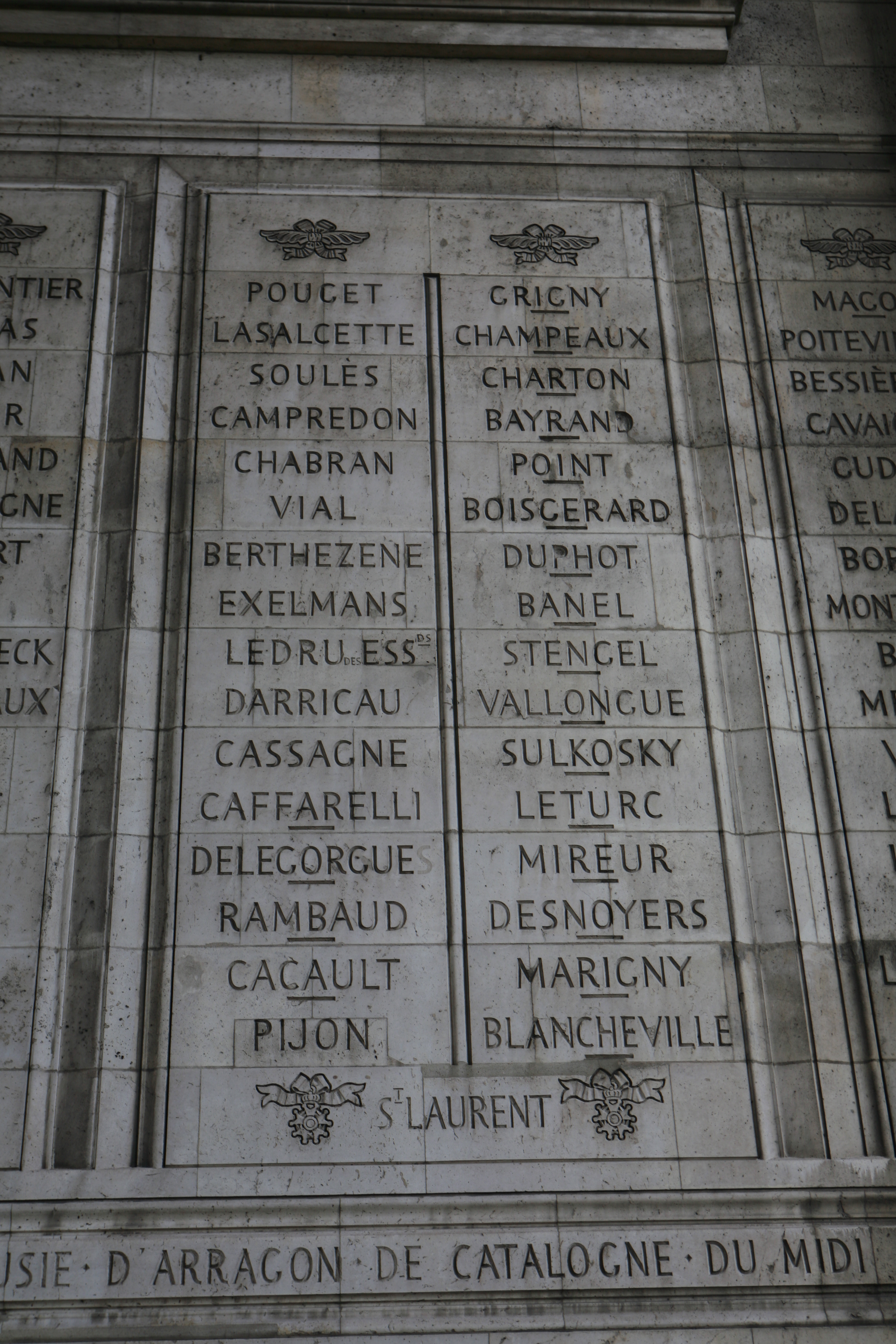
Le nom du général Pijon est Noms gravés sous l'arc de triomphe de l'Étoile#Pilier sud (bas à gauche).

- Il fait partie des 660 personnalités à avoir son nom gravé sous l'arc de triomphe de l'Étoile. Il apparaît sur la 27e colonne (l’Arc indique PIJON).